# Trichosteleum laevi-hamatum
Trichosteleum laevi-hamatum är en bladmossart som beskrevs av Hugh Neville Dixon 1942. Trichosteleum laevi-hamatum ingår i släktet Trichosteleum och familjen Sematophyllaceae. Inga underarter finns listade i Catalogue of Life.